# Stora Torget (Karlstad)

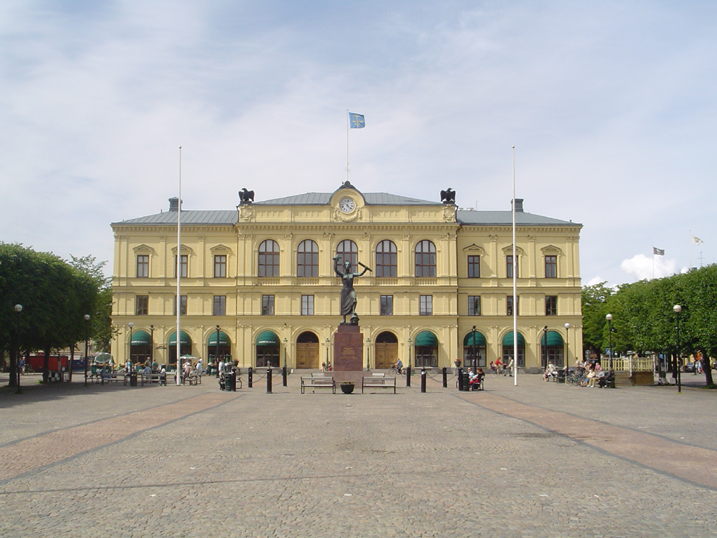
Het stadhuis staat aan het Stora Torget, met op de voorgrond het Vrijheidsmonument.

Het Stora Torget (Zweeds voor: 'Groot Plein') is een plein in het centrum van Karlstad, tevens is het een van de grootste pleinen van Zweden. Het plein werd aangelegd na de grote brand in Karlstad van 1865, toen een groot gedeelte van de stad in vlammen op ging. Door een groot plein te creëren moest worden voorkomen dat de stad opnieuw volledig werd weggevaagd.
Op het plein staat een vrijheidsmonument, gemaakt door de beeldhouwer Ivar Johnsson. Rond het plein staan een aantal historische gebouwen, zoals het stadhuis van Karlstad aan de westzijde en Tingvallagymnasiet aan de oostzijde van het plein.

## Foto's

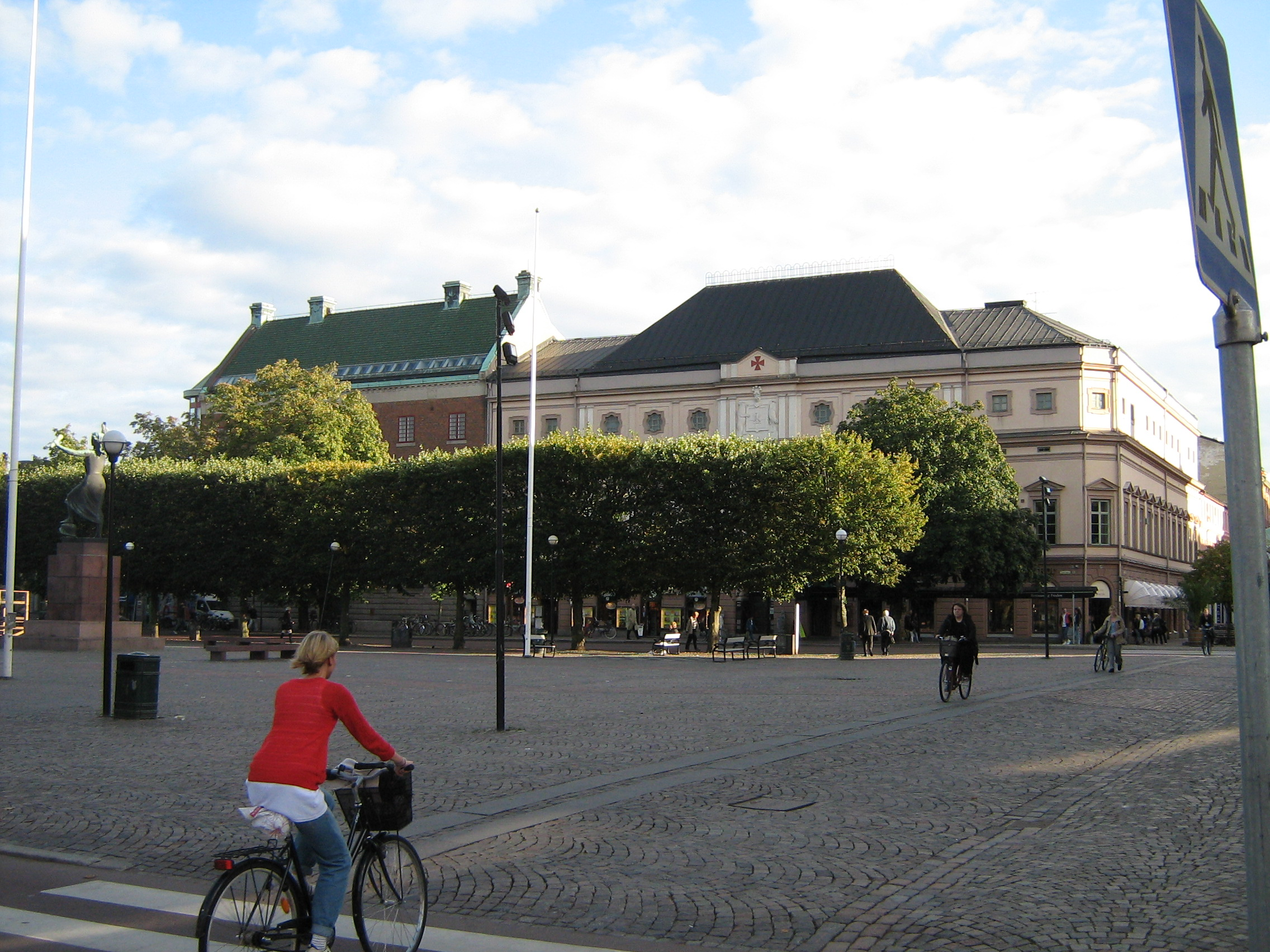
Wermlandsbanken en Frimurarelogen
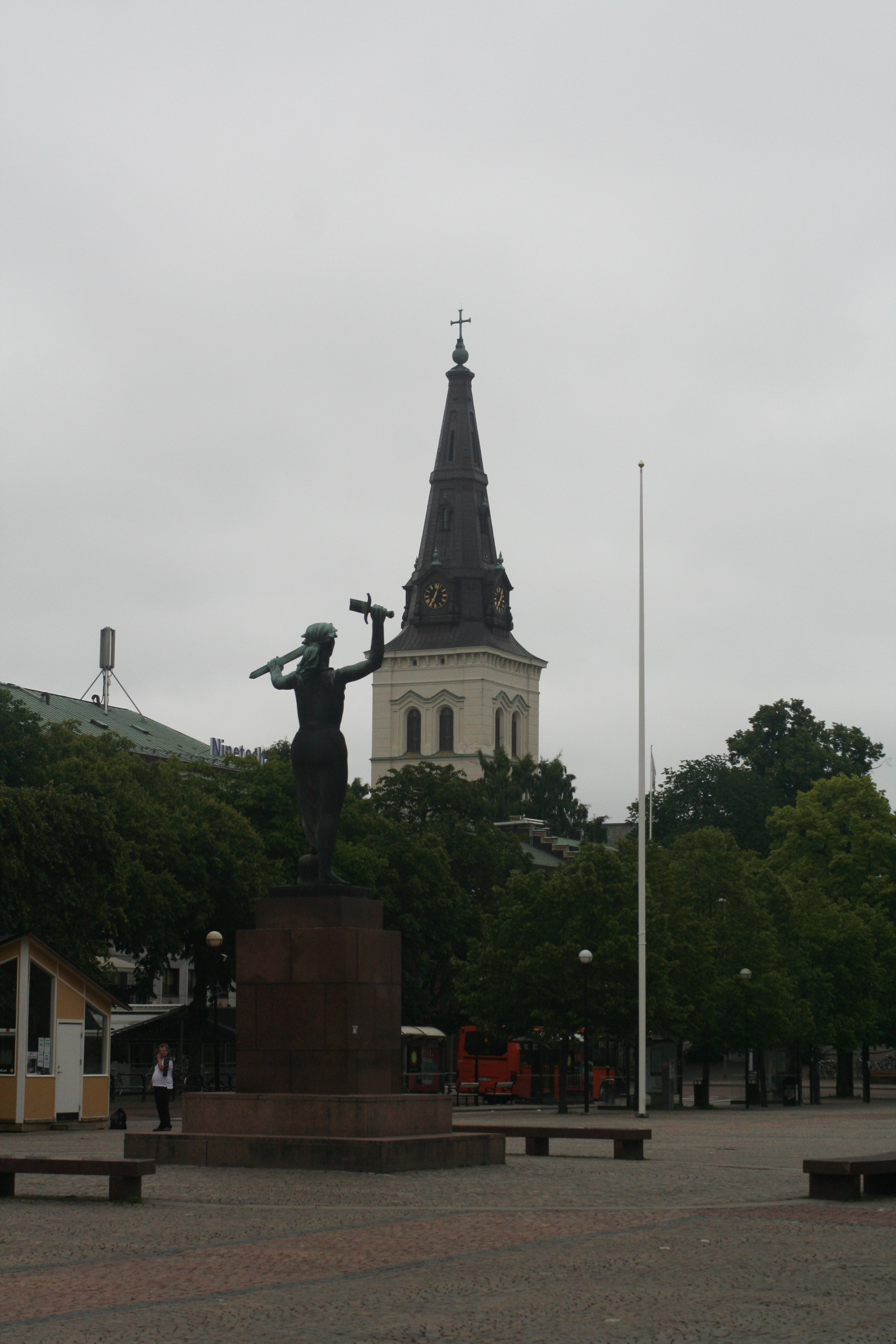
De achterkant van het Vredesmonument, met op de achtergrond de domkerk van Karlstad
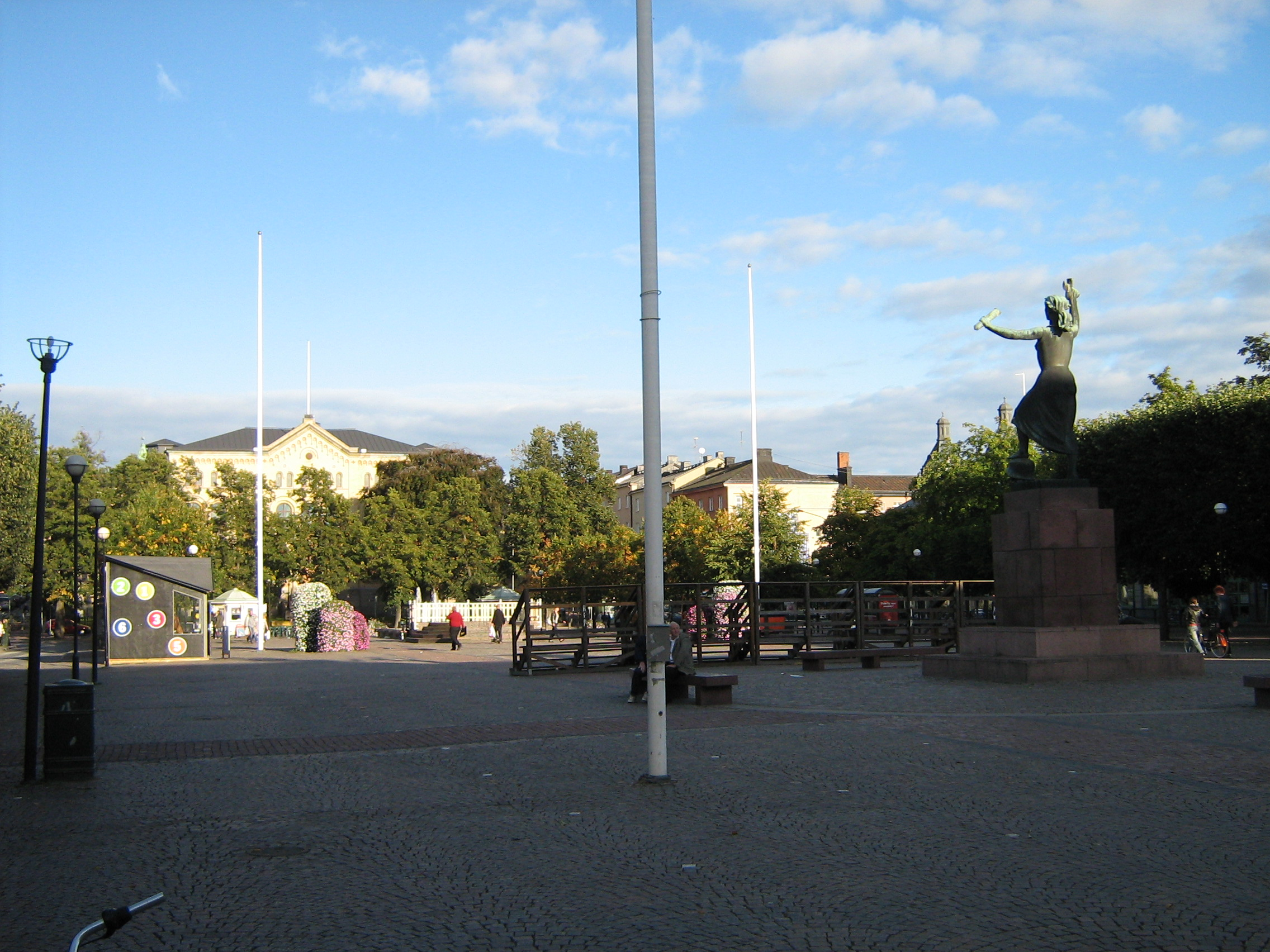
Het Stora Torget, gezien vanaf de noordwestelijke hoek